# Erwin Vandenbergh
Erwin Vandenbergh (ur. 26 stycznia 1959 w Ramsel) – belgijski piłkarz występujący na pozycji napastnika. Laureat Złotego Buta z 1980 roku. Jego syn – Kevin jest obecnie zawodnikiem Germinalu Beerschot.

## Kariera klubowa
Erwin Vandenbergh zawodową karierę rozpoczynał w 1976 roku w Lierse SK. W debiutanckim sezonie rozegrał dla niego czternaście pojedynków w pierwszej lidze belgijskiej i strzelił w nich dwa gole, natomiast w kolejnych rozgrywkach był już podstawowym graczem swojego zespołu. W sezonie 1979/1980 w 34 ligowych spotkaniach Vandenbergh zdobył 39 bramek, co zapewniło mu koronę króla strzelców ligowych rozgrywek oraz Złotego Buta – nagrodę przyznawaną przez France Football najlepszemu strzelcowi lig europejskich. W sezonach 1980/1981 i 1981/1982 belgijski napastnik uzyskał kolejno 24 oraz 25 trafień i ponownie był najlepszym strzelcem pierwszej ligi.
Latem 1982 roku Vandenbergh odszedł do Anderlechtu i już w 1983 roku wywalczył z nim Puchar UEFA, mistrzostwo kraju oraz zdobył czwartą z rzędu koronę króla strzelców ligowych rozgrywek. Wówczas Belg zanotował 20 trafień w 32 meczach. W dwóch kolejnych sezonach zdobywał po 20 goli w 29 występach, jednak najlepszymi ligowy strzelcami okazywali się kolejno Nico Claesen i Ronny Martens. Podczas rozgrywek 1985/1986 Vandenbergh w 31 pojedynkach 27 razy wpisał się na listę strzelców i po raz piąty nikt w lidze nie uzyskał więcej goli od niego. Wówczas po raz drugi w karierze sięgnął także po tytuł mistrza kraju.
W 1986 roku Vandenbergh razem z Philippe'em Desmetem wyjechał do Francji, gdzie podpisał kontrakt z prowadzonym przez belgijskiego trenera Georges'a Heylensa Lille OSC. W nowym klubie Vandenbergh miał zapewnione miejsce w podstawowej jedenastce, jednak nie prezentował już tak dobrej skuteczności jak w Lierse czy Anderlechcie i przez cztery lata zdobył tylko 38 bramek.
Latem 1990 roku Belg powrócił do kraju, został piłkarzem KAA Gent i już w sezonie 1990/1991 po raz szósty został najlepszym strzelcem ligi belgijskiej. W kolejnych latach Vandenbergh jednak regularnie strzelał już coraz mniej goli w ligowych rozgrywkach. Sezon 1994/1995 spędził w RWD Molenbeek, a następnie zdecydował się zakończyć piłkarską karierę.

## Kariera reprezentacyjna
W reprezentacji Belgii Vandenbergh zadebiutował 19 grudnia 1979 roku w wygranym 3:1 wyjazdowym spotkaniu przeciwko Szkocji i strzelił wówczas jedną z bramek. Następnie razem z drużyną narodową wywalczył srebrny medal Euro 1980, a Belgowie w finale przegrali 2:1 z Niemcami. W 1982 roku Vandenbergh został powołany do kadry swojego kraju na mistrzostwa świata, jednak na turnieju w Hiszpanii "Czerwone Diabły" odpadły już w drugiej rundzie. Na mundialu tym Vandenbergh zdobył jedynego gola w zwycięskim 1:0 pojedynku z Argentyną. Kolejną wielką imprezą w karierze wychowanka Lierse były Mistrzostwa Europy 1984. Na francuskich boiskach podopieczni Guya Thysa zostali wyeliminowani już w rundzie grupowej, natomiast Vandenbergh uzyskał trafienie w wygranym 2:0 meczu przeciwko Jugosławii. Następnie były napastnik Anderlechtu pojechał na Mistrzostwa Świata 1986, na których wpisał się na listę strzelców w przegranym 2:1 grupowym meczu z Meksykiem. Belgowie udział w turnieju zakończyli na 4. miejscu, w półfinale przegrali z Argentyną a w meczu o III miejsce z Francją. Ostatni występ w zespole narodowym Vandenbergh zaliczył 27 marca 1991 roku, a "Czerwone Diabły" zremisowały wówczas z Walią 1:1.

## Sukcesy
- Złoty But: 1979/1980
- Piłkarz roku w Belgii: 1981
- Król strzelców ligi belgijskiej: 1979/1980, 1980/1981, 1981/1982, 1982/1983, 1985/1986, 1990/1991
- Mistrzostwo Belgii: 1984/1985, 1985/1986
- Puchar UEFA: 1982/1983